# وزارت دربار

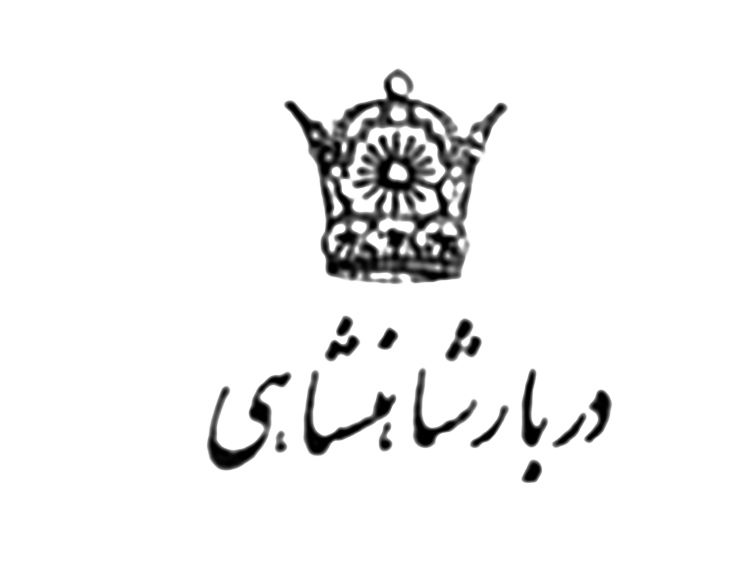
نشان رسمی وزارت دربار شاهنشاهی ایران

وزارت دربار نام وزارتی بود که در دوران قاجار و پهلوی رابط رسمی شاه ایران و دربار با دولت و مجلس شورای ملی بود. در سال ۱۳۱۱ با برکناری تیمورتاش از وزارت دربار، این وزارت به دستور رضا شاه تعطیل شد و در سال ۱۳۱۸ بازگشایی شد. در زمان ناصرالدین‌شاه منصب وزارت دربار به ایشیک آقاسی (به زبان ترکی آذربایجانی: سرور بیرون) معروف بود. ابتکار بنیادگذاری وزارت دربار از آن حسنعلی خان کمال هدایت ملقب به نصرالملک است که در دورهٔ دوم مجلس شورای ملی طرح تاسیس این وزارتخانه را به مجلس داد تا تربیت احمد شاه را که آن زمان هنوز به سن قانونی نرسیده بود زیر نظارت مجلس ببرد.

## وزیران دربار ایران
قاجار
- محمدناصر خان ظهیرالدوله[۴][پانویس ۱] (۱۲۸۳–؟ ه‍.ق)
- محمدرحیم خان علاءالدوله (۱۲۹۲–۱۲۹۹ ه‍.ق)
- ابراهیم خان امین‌السلطان (۱۲۹۹–۱۳۰۰ ه‍.ق)
- علی‌اصغر خان امین‌السلطان (۱۳۰۰–۱۳۰۶ ه‍.ق)

؟ (علی‌اصغر امین‌السلطان در ۱۳۰۶ «وزیر اعظم» و در ۱۳۱۰ «صدراعظم» شد، هر چند که از ۱۳۰۳ ه‍.ق. عملاً عهده‌دار منصب صدارت عظما بود.)
- غلامحسین غفاری (وزیر مخصوص، صاحب‌اختیار) (۱۳۱۴–؟ ه‍.ق)
- محمود حکیم‌الملک (۱۲۷۹ تا ۱۲۸۳ ه‍.خ) [۵]
- حسین پاشا خان امیر بهادر (۱۳۲۱–؟ ه‍.ق)
- غلامحسین غفاری (وزیر مخصوص، صاحب‌اختیار) (بار دوم) (صفر ۱۳۲۵–؟ ه‍.ق)
- سلطان‌علی وزیر افخم
- حسن مستوفی‌الممالک (۱۲۸۸–۱۲۸۹)
- مغرور میرزا موثق‌الدوله (؟–۱۲۹۹)
- حسن مشارالملک (۱۲۹۹–؟)
- مغرور میرزا موثق‌الدوله (بار دوم) (؟–۱۳۰۴)

پهلوی
- عبدالحسین تیمورتاش (از ۱۳۰۴–۱۳۱۱)[۱]

انحلال وزارت دربار (۱۳۱۱–۱۳۱۸)
- محمود جم (۱۳۱۸–۱۳۲۰)
- محمدعلی فرزین (۱۳۲۰–۱۳۲۰)
- محمدعلی فروغی (۱۳۲۰–۱۳۲۱)[۶]
- حسین علاء (دی ۱۳۲۱–۱۳۲۴)
- ابراهیم حکیمی (؟–۱۳۲۶)
- محمود جم (بار دوم) (۱۳۲۶–۱۳۲۷)
- حسین سمیعی (۱۳۲۷–؟) (کفیل)[۷]
- عبدالحسین هژیر (تیر ۱۳۲۸–آبان ۱۳۲۸)
- ابراهیم حکیمی (بار دوم) (۱۳۲۸–۱۳۲۹)
- حسین علاء (بار دوم) (۱۳۲۹–۱۳۲۹)
- احمد هومن (سرپرست) (۱۳۲۹–۱۳۳۰)
- حسین علاء (بار سوم) (۱۳۳۰–فروردین ۱۳۳۲)
- ابوالقاسم امینی (۱۳۳۲–مرداد ١٣٣٢)
- حسین علاء (بار چهارم) (۱۳۳۲–۱۳۳۴)

؟ (حسین علاء نخست‌وزیر شد.)
- منوچهر اقبال (۱۲ خرداد ۱۳۳۵–۱۳۳۶)
- حسین علاء (بار پنجم) (۱۳۳۶–۱۳۴۲)[۸]
- حسین قدس نخعی (۱۳۴۲–۱۳۴۵)
- اسدالله علم (۱۳۴۵–۱۳۵۶)[۹]
- امیرعباس هویدا (۱۳۵۶–۱۳۵۷)[۱۰]
- علیقلی اردلان (۱۳۵۷–۱۳۵۷)

## جُستارهای وابسته
- ‌ لباس تشریفات دربار پهلوی